# Oligoaeschna andamani
Oligoaeschna andamani – gatunek ważki z rodziny żagnicowatych (Aeshnidae). Znany tylko z holotypu – samicy odłowionej w 1964 roku w południowej części archipelagu Andamanów.